# Francisco J. Varela

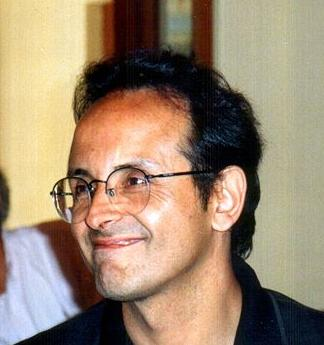
Francisco J. Varela

Francisco Javier Varela García (* 7. September 1946 in Santiago de Chile; † 28. Mai 2001 in Paris) war ein chilenischer Biologe und Neurowissenschaftler, der zusammen mit Humberto Maturana vor allem für die Prägung des Begriffs Autopoiese bekannt wurde.

## Leben
Varela absolvierte 1967 seinen Master of Science in Biologie an der in Santiago de Chile ansässigen Universität von Chile. Im Jahr 1968 erhielt er aufgrund seiner Leistungen im Fach Biologie ein Promotionsstipendium an der Harvard University. Dort erwarb er 1970 seinen Doktor (Ph.D.) in Biologie. Nach einer dreijährigen Rückkehr an die Universität in Santiago zog es Varela vor dem Hintergrund schwieriger Arbeitsbedingungen aufgrund des Militärputsches in Chile zurück in die Vereinigten Staaten, diesmal an die medizinische Fakultät der University of Colorado Denver, wo er von 1974 bis 1978 forschen konnte und auch den Großteil von Principles of Biological Autonomy schrieb. Nachdem Varela 1980 letztmals in seine Heimat zurückgekehrt war, war er ab 1984, als er Gastwissenschaftler am Max-Planck-Institut für Hirnforschung in Frankfurt wurde, nur noch in Europa tätig.
1987 war er wissenschaftlicher Koordinator und Moderator des ersten Mind-and-Life-Dialogs des 1990 offiziell gegründeten Mind and Life Institute, der im Oktober in den Räumen des Dalai Lama in Dharamsala u. a. mit Eleanor Rosch stattfand. Auf der Konferenz wurden allgemeine Themen aus der Kognitionswissenschaft vorgestellt.
Im Jahr 1988 wurde Varela zum Forschungsdirektor der Abteilung für Kognitive Neurowissenschaft des CNRS in Paris ernannt, wo er bis zu seinem Tod blieb. Außerdem war er Leiter der Neurodynamik-Einheit am Hôpital de la Salpêtrière in Paris. Seinen letzten wissenschaftlichen Vortrag hielt Varela am 24. März 2000 auf der 8. Mind-and-Life-Konferenz, die unter Leitung von Daniel Goleman in Dharamsala stattfand. Das Thema des Vortrags lautete Wissenschaftliche Erforschung des Bewusstseins.
2001 starb Varela an seinem Krebsleiden. Unter dem Titel Monte Grande – Was ist Leben? begann Franz Reichle im Jahr 2004 mit einem dreiteiligen Dokumentarfilm über das Leben und Werk Varelas. In dem Film kommen neben Varela selbst zahlreiche seiner Kollegen und Freunde zu Wort, unter anderem der Dalai Lama, Heinz von Foerster, Evan Thompson, Anne Harrington und Humberto Maturana. Bis Januar 2017 wurden auch Teil 2 und 3 der Dokumentarreihe realisiert.
Francisco Varela war mehrmals verheiratet und ist Vater dreier Kinder, darunter die Schauspielerin Leonor Varela.

## Bibliographie
Deutsch
- mit H. Maturana: Der Baum der Erkenntnis. Die biologischen Wurzeln menschlichen Erkennens. Übersetzt von Kurt Ludewig, München, Goldmann, 1987, ISBN 3-442-11460-8.
- Kognitionswissenschaft-Kognitionstechnik. Eine Skizze aktueller Perspektiven. 3. Auflage. Suhrkamp, Frankfurt am Main 1993, ISBN 3-518-28482-7.
- Ethisches Können. Campus Verlag, Frankfurt am Main/New York 1994, ISBN 3-593-35039-4.
- mit Evan Thompson und Eleanor Rosch: Der mittlere Weg der Erkenntnis: die Beziehung von Ich und Welt in der Kognitionswissenschaft – der Brückenschlag zwischen wissenschaftlicher Theorie und menschlicher Erfahrung. Goldmann, München 1995, ISBN 3-442-12514-6.
- mit J. W. Hayward: Gewagte Denkwege: Wissenschaftler im Gespräch mit dem Dalai Lama. 2. Auflage. Piper Verlag, München/Zürich 1998, ISBN 3-492-22115-7.
- Schlaf, Traum und Tod. Diederichs, München 1998, ISBN 3-492-23014-8.

Englisch
- Principles of Biological Autonomy. Appleton & Lange, 1979, ISBN 0-444-00321-5.
- mit H. Maturana: Autopoiesis and Cognition: The Realization of the Living. D. Reidel Publishing Co., Dordrecht/Boston/London, 1980, ISBN 90-277-1016-3.
- als Hrsg. mit J. Shear: The View from Within: First-Person Methodologies in the Study of Consciousness. Imprint Academic, London 1999, ISBN 0-907845-25-8.
- als Hrsg. mit D. Stein: Thinking About Biology: An Introduction to Theoretical Biology. Perseus Books, 1993, ISBN 0-201-62453-2.
- als Hrsg. mit J. Petitot, B. Pachoud und J.-M. Roy: Naturalizing Phenomenology: Contemporary Issues in Phenomenology and Cognitive Science. Stanford University Press, Stanford 2000, ISBN 0-8047-3610-3.
- Varela, Francisco J., Evan Thompson, and Eleanor Rosch: The embodied mind, revised edition: Cognitive science and human experience. MIT press, 2017.

Französisch
- Invitation aux sciences cognitives. Seuil, Paris 1997, ISBN 2-02-028743-9.

## Filmografie
- Franz Reichle: Monte Grande – Was ist Leben? – Dokumentarfilm Trilogie Teil 1 über das Leben und Wirken von Francisco J. Varela, 2004[4] DVD und VOD (Vimeo On Demand)
- Franz Reichle: Mind and Life – Early Dialogues – Dokumentarfilm Trilogie Teil 2, Gespräche mit dem Dalai Lama, 2017 – DVD und VOD (Vimeo On Demand)
- Franz Reichle: Francisco Cisco Pancho – Dokumentarfilm Trilogie Teil 3, Autobiografie von Francisco J. Varela und Oral-Anthologie, 2011 – DVD und VOD (Vimeo On Demand)